# Wilne (rejon kropywnycki)
Wilne (ukr. Вільне) – wieś na Ukrainie, w obwodzie kirowohradzkim, w rejonie kropywnyckim, w hromadzie Sokoliwśke. W 2001 liczyła 883 mieszkańców, spośród których 836 wskazało jako ojczysty język ukraiński, 43 rosyjski, 3 mołdawski, a 1 ormiański.